# Pierre Guffroy
Pierre-Jacques Guffroy (* 22. April 1926 in Paris; † 27. September 2010 in Frankreich) war ein französischer Artdirector und Szenenbildner, der sowohl einmal den Oscar als auch dreimal den César für das beste Szenenbild gewann. Er wurde damit neben Jacques Saulnier und Alexandre Trauner am häufigsten mit dem César in dieser Kategorie ausgezeichnet.

## Leben
Guffroy begann seine Laufbahn als Artdirector und Szenenbildner in der Filmwirtschaft 1957 bei dem Film Arsène Lupin, der Millionendieb (Les aventures d’Arsène Lupin) und arbeitete bis 1998 an der szenischen Ausstattung von über sechzig Filmen mit.
1967 war er mit Willy Holt und Marc Frédérix für den Oscar für das beste Szenenbild in einem Schwarzweißfilm nominiert, und zwar für den Kriegsfilm Brennt Paris? (1966) von René Clément mit Jean-Paul Belmondo, Charles Boyer und Leslie Caron in den Hauptrollen.
Bei der ersten Verleihung des 1976 gewann Guffroy den César für das beste Szenenbild in Wenn das Fest beginnt … (Que la fête commence …) von Bertrand Tavernier mit den Hauptdarstellern Philippe Noiret, Jean Rochefort und Jean-Pierre Marielle. 
Bei der Césarverleihung 1977 wurde er gleich zweimal für den César für das beste Szenenbild nominiert: Zum einen für Mado (1976) von Claude Sautet mit Ottavia Piccolo, Michel Piccoli und Jacques Dutronc, zum anderen für den Horrorfilm bzw. Thriller Der Mieter (1976) von und mit Roman Polański sowie Isabelle Adjani und Melvyn Douglas in weiteren Rollen.
Bei der Oscarverleihung 1981 gewann er zusammen mit Jack Stephens den Oscar für das beste Szenenbild in dem Filmdrama Tess (1979) von Roman Polański mit Nastassja Kinski, Peter Firth und Leigh Lawson in den Hauptrollen. Darüber hinaus war er für diesen Film 1980 für den César sowie 1982 für den British Academy Film Award (BAFTA Film Award) für das beste Szenenbild nominiert.
Bei der Verleihung des César 1987 gewann er den Preis für das beste Szenenbild in Piraten (1986) von Roman Polański mit Walter Matthau, Cris Campion und Damien Thomas. 1990 gewann Guffroy letztmals den César für das beste Szenenbild in Valmont (1989) von Miloš Forman mit Colin Firth, Annette Bening und Meg Tilly.

## Filmografie (Auswahl)
- 1957: Arsène Lupin, der Millionendieb (Les aventures d’Arsène Lupin)
- 1959: Orfeu Negro
- 1960: Das Testament des Orpheus (Le testament d’Orphée)
- 1962: Der Graf mit der eisernen Faust (Les mystères de Paris)
- 1962: La dénonciation
- 1967: Mouchette
- 1969: Die Milchstraße (La voie lactée)
- 1973: Die Löwin und ihr Jäger (Les granges brûlées)
- 1974: Paul und Michelle (Paul and Michelle)
- 1975: Wenn das Fest beginnt … (Que la fête commence …)
- 1976: Mado
- 1976: Der Mieter (Le locataire)
- 1979: Tess
- 1986: Twist Again in Moskau (Twist again à Moscou)
- 1988: Die unerträgliche Leichtigkeit des Seins (The Unbearable Lightness of Being)
- 1988: Frantic
- 1998: Pop Corn (Kurzfilm)

## Auszeichnungen
- 1967: Oscar-Nominierung, Bestes Szenenbild, für Paris brûle-t-il?
- 1976: César, Bestes Szenenbild, für Wenn das Fest beginnt …
- 1977: César-Nominierung, Bestes Szenenbild, für Der Mieter und Mado
- 1980: César-Nominierung, Bestes Szenenbild, für Tess
- 1981: Oscar, Bestes Szenenbild, für Tess
- 1982: BAFTA-Nominierung, Bestes Szenenbild, für Tess
- 1987: César, Bestes Szenenbild, für Piraten
- 1990: César, Bestes Szenenbild, für Valmont